# Bonobo
Pan paniscus · Chimpanzé nain, Chimpanzé pygmée
Pour les articles homonymes, voir Bonobo (homonymie).
Cet article possède un paronyme, voir Chimpanzé.
Espèce
Statut de conservation UICN

 EN A4cd : En danger
Statut CITES
Le Bonobo, Chimpanzé nain ou Chimpanzé pygmée (Pan paniscus) est une espèce de primates, de la famille des Hominidés.
Proche du Chimpanzé commun (Pan troglodytes), il s'en distingue surtout par une organisation sociale qui a recours aux relations sexuelles comme mode de résolution des conflits au sein du groupe.
Endémique de la République démocratique du Congo, le nom « bonobo » découle de la déformation du nom de la ville de Bolobo située sur les rives du fleuve Congo où les premiers spécimens furent capturés dans les années 1920,. C'est l'anatomiste allemand Ernst Schwarz, intrigué par la présence dans les réserves du musée colonial de Tervuren (actuellement dénommé AfricaMuseum) d'un crâne trop petit pour être celui d'un chimpanzé commun, qui a découvert en 1929 le bonobo.

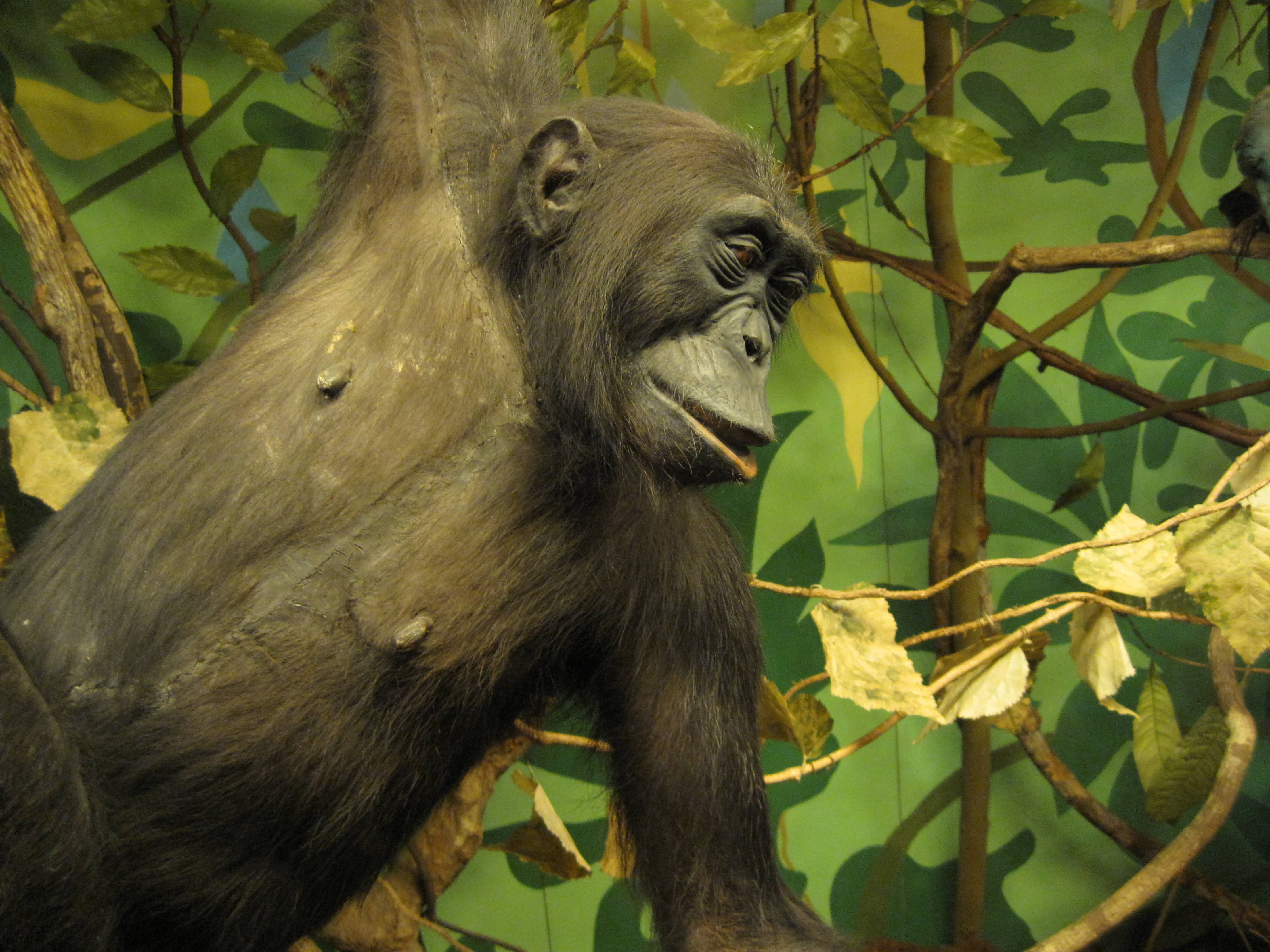
Bonobo empaillé, AfricaMuseum, périphérie de Bruxelles.

À cause du braconnage pour la viande de brousse, de la réduction et de la fragmentation de ses habitats (déforestation, cultures sur brûlis), l'espèce est en danger d'extinction.

## Description
Le corps de ce quadrumane mesure environ 82 cm. Le mâle mesure en position de semi-bipédie environ 1,19 m pour un poids allant de 37 à 61 kg (45 kg en moyenne) ; la femelle mesure 1,11 m pour un poids allant de 27 à 38 kg (33,2 kg en moyenne). Le dimorphisme sexuel est moins prononcé que chez la plupart des primates.
Il se distingue notamment du chimpanzé commun par une face foncée plutôt que claire et ses poils sont généralement plus longs que chez ce dernier. En outre, le bonobo est plus petit que son homologue le chimpanzé, d'où son nom de chimpanzé nain. De même, le bonobo a une teinte plus noirâtre, les lèvres rouges et des organes sexuels femelles externes.
Son espérance de vie dans la nature est de 40 ans et peut atteindre 60 ans en captivité.

## Habitat et répartition

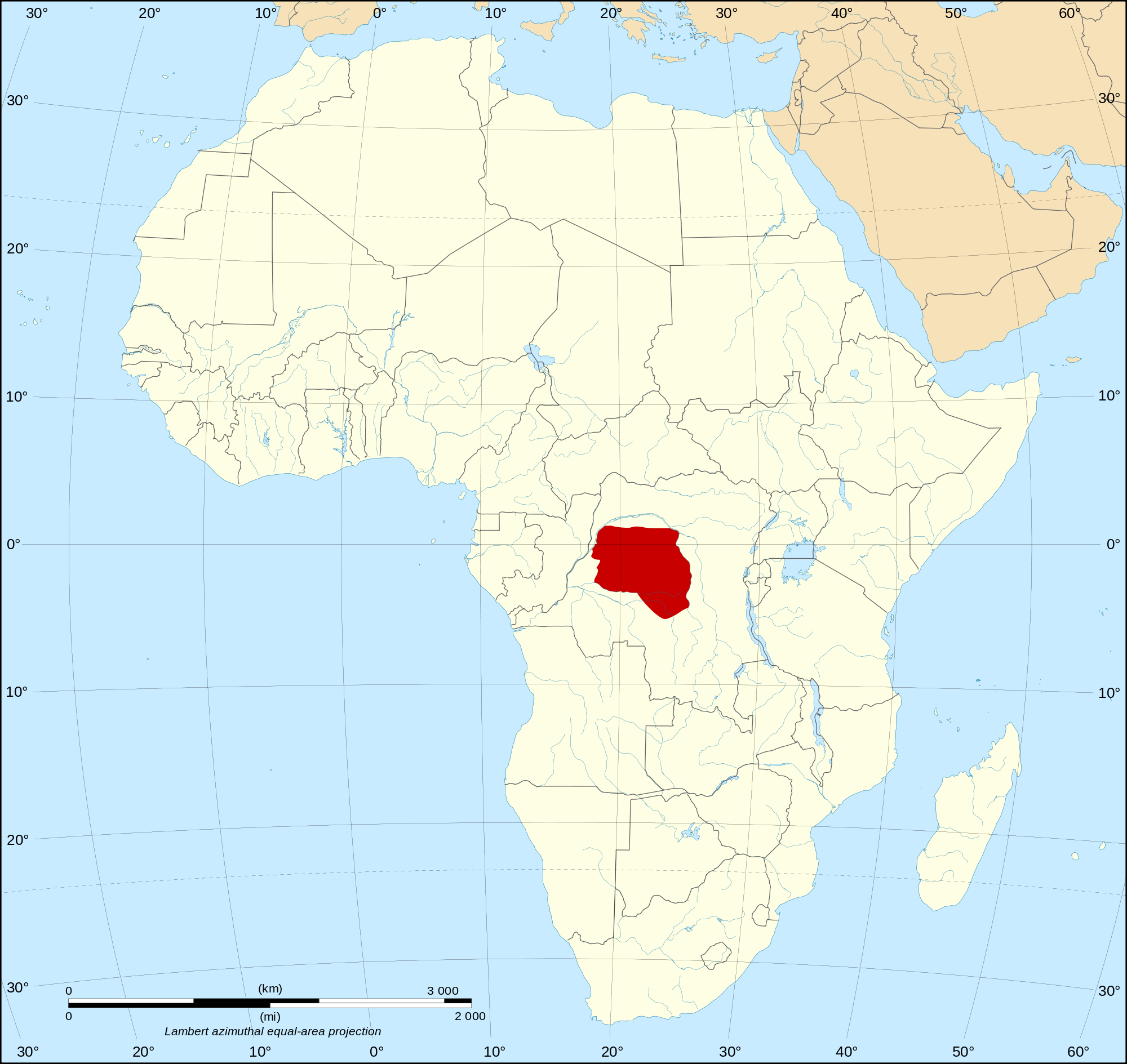
Carte de répartition du bonobo en Afrique.

Les bonobos vivent dans les forêts équatoriales de la République démocratique du Congo, entre le fleuve Congo et la rivière Kasaï.

## Comportement et écologie

### Régime alimentaire
Le bonobo se nourrit essentiellement de fruits mûrs, à 57 %, et de plantes. Son régime alimentaire comporte aussi des racines et des produits d'origine animale (poissons, petits mammifères, miel). Il arrive occasionnellement qu'il mange de petits invertébrés, insectes et vers. Les bonobos consacrent 40 % de leur temps à chercher leur nourriture et à la consommer. Bien qu'ils soient omnivores, leur régime alimentaire comporte moins de produits carnés que celui des chimpanzés communs, de sorte qu'on les classe parfois dans la catégorie des animaux frugivores non stricts.

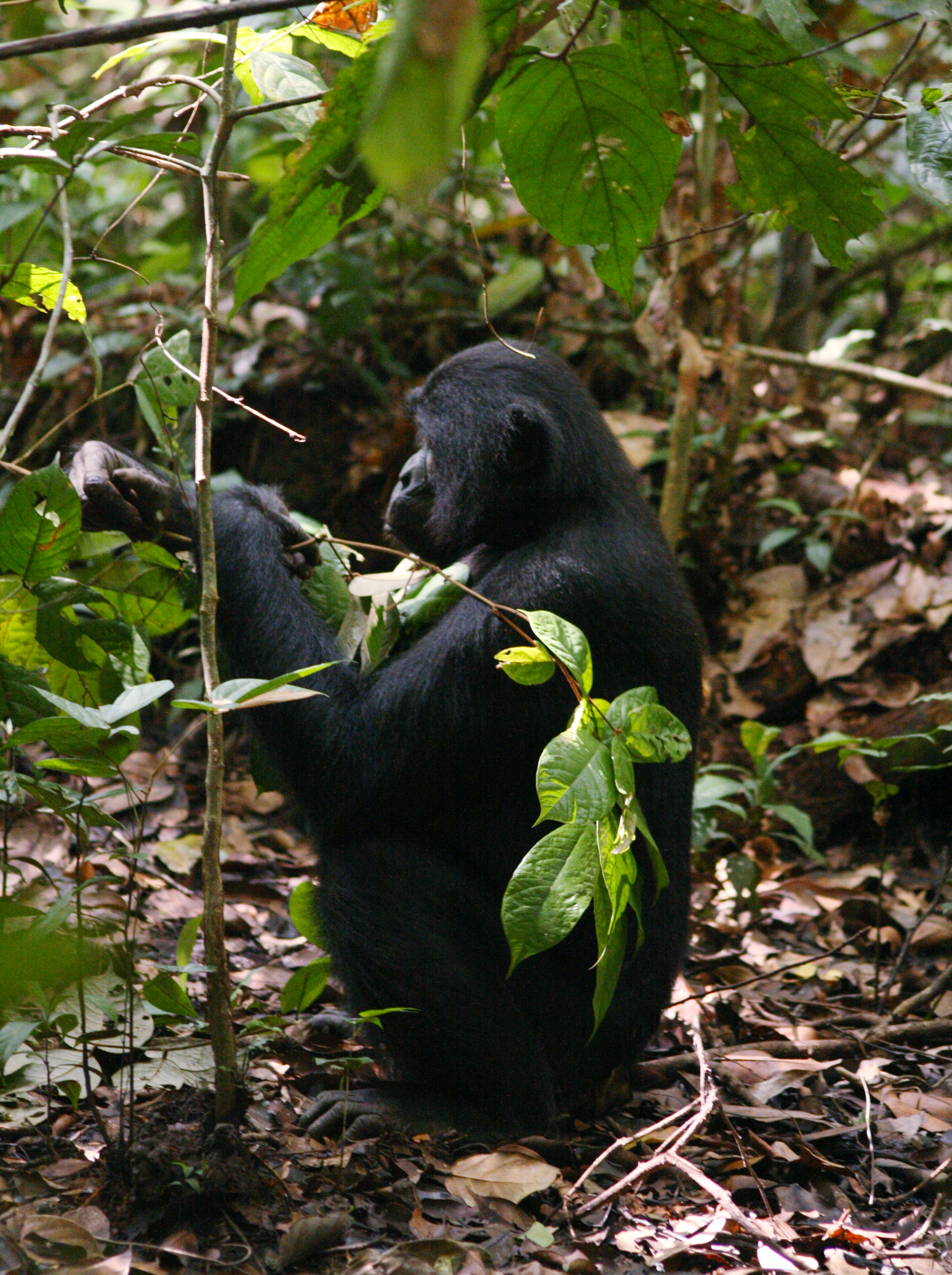
Les bonobos utilisent certaines feuilles aux vertus pharmacologiques contre leurs parasites intestinaux.

### Rôle écologique
Dans la forêt tropicale humide du Congo, la très grande majorité des plantes a besoin des animaux pour se reproduire et disperser ses graines. Les bonobos sont les plus grands frugivores après les éléphants. Au cours de sa vie, chaque bonobo ingère et disperse 9 tonnes de graines, de plus de 91 espèces de lianes, herbes, arbres et arbustes. Ces graines voyagent 24 heures dans le tube digestif des bonobos, qui les transportent sur plusieurs kilomètres (de 1,3 km à 4,5 km en moyenne), puis les déposent intactes dans leurs fèces. Ces graines dispersées restent viables, germent mieux et plus rapidement que les graines non passées par le tube digestif du bonobo. La diplochorie, impliquant les bousiers (Scarabaeidae), favorise leur survie post-dispersion. Certaines plantes comme les Dialium pourraient même être dépendantes du bonobo pour activer la germination de leurs graines en dormance tégumentaire. Les bonobos jouent donc un rôle primordial comme disperseurs de graines et leur comportement est capable d'affecter la structure des populations végétales. La majorité de ces plantes zoochores ne peuvent recruter sans dispersion et la structure spatiale homogène des arbres laisse penser à un lien direct avec leur agent de dispersion. Peu d’espèces remplaceraient le rôle fonctionnel des bonobos, tout comme les bonobos ne remplacent pas les éléphants. Il y a peu de redondance fonctionnelle entre les mammifères frugivores très différents du Congo, qui doivent faire face aux pressions de chasse des hommes et disparaissent localement. La défaunation des forêts, causant le syndrome des forêts vides, est un problème grave de biologie de la conservation au Congo. La présence des bonobos qui dispersent les graines de 65 % des arbres de leur forêt, ou encore 11,6 millions de graines au cours de la vie d’un bonobo, est liée à la conservation des forêts tropicales humides du Congo,.

### Reproduction

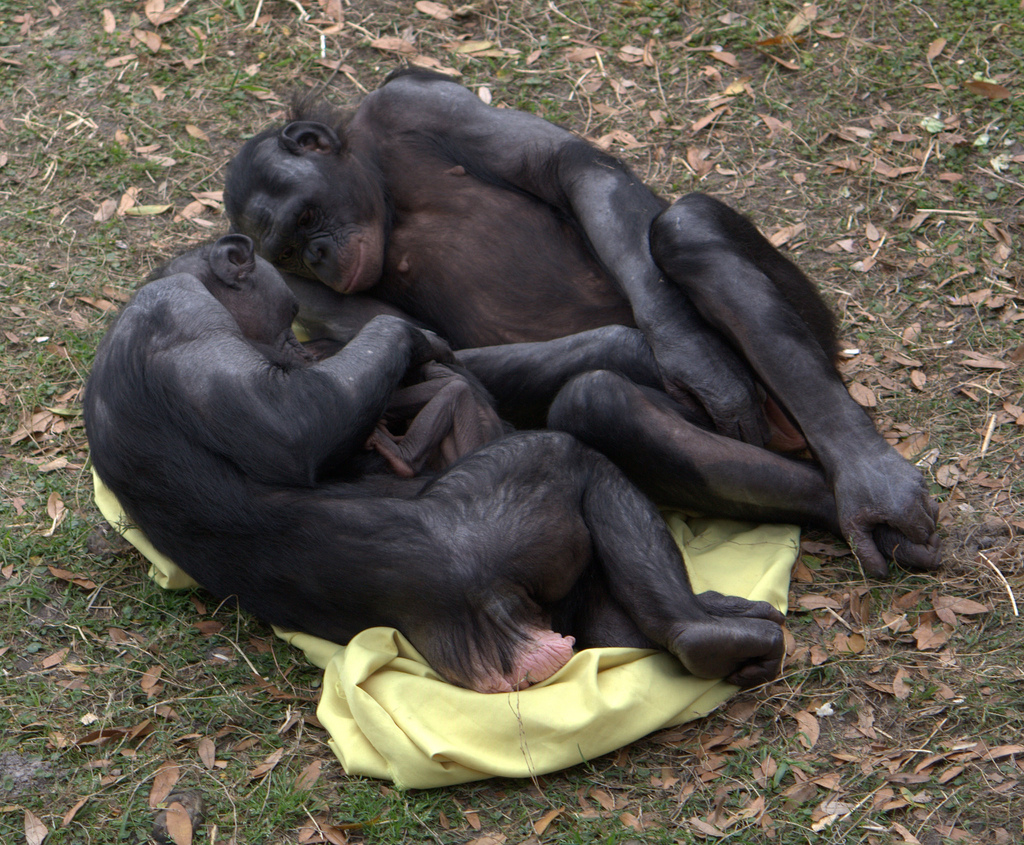
Bonobos s'occupant d'un petit.

Les femelles et les mâles arrivent généralement à maturité sexuelle entre l'âge de 13 et 15 ans.
Ils peuvent se reproduire toute l'année et la période de gestation dure de 230 à 240 jours. Chaque femelle donne naissance à un seul petit à la fois qui pèse aux alentours de 1,3 kg à la naissance. La femelle met un petit au monde environ tous les cinq ans, comme les autres chimpanzés. Le rythme des naissances est surtout limité par l'infécondité des femelles pendant l'allaitement qui dure 3 à 4 ans.

### Comportement bipède
Sa morphologie particulière, notamment avec ses longs membres postérieurs et son faible indice intermembral, lui donne une apparence plus proche de l'être humain que le chimpanzé commun. Néanmoins, plusieurs études (en captivité) ont montré que la proportion de bipédie dans son répertoire posturo-locomoteur était la même que celle observée chez le chimpanzé.
La différence entre les deux espèces se retrouve plutôt dans le contexte d'utilisation de la bipédie :
- le bonobo l'utilise préférentiellement pour la vigilance et le transport d'objets ;
- le chimpanzé l'utilise lors de démonstrations de domination[18].

### Organisation sociale et sexualité
Les bonobos vivent en groupes qui peuvent compter jusqu'à une centaine d'individus.
En milieu naturel, les mâles et les femelles cherchent la nourriture ensemble, mais ce sont les femelles qui décident de la répartition. Par ailleurs, des orphelins peuvent se faire adopter par des adultes.

#### Emploi d'outils
Le Bonobo, comme le Chimpanzé central et le Chimpanzé de l'Est, révèle une aptitude à l'utilisation d'outils fabriqués à partir de végétaux (mais pas de pierre, contrairement au Chimpanzé de l'Ouest, au Sapajou à barbe d'Amérique du Sud et au Macaque crabier de l'Asie du Sud-Est). Par exemple l'utilisation de branches comme arme de jets lors des affrontements de mâles, et aussi de baguettes qu'il plonge dans les termitières pour en extraire les insectes qui constituent un de ses mets favoris.

#### Sexualité
Chez les bonobos, les relations sexuelles, feintes ou réelles, sont le plus souvent utilisées comme mode de résolution de conflits, à côté des mécanismes de domination. Les études suggèrent que les trois quarts des rapports sexuels entre bonobos n'ont pas de fin reproductive, mais plutôt sociale, et que presque tous les bonobos sont « bisexuels ». Des scientifiques ont appelé cette méthode d'accouplement le « sexe convivial ».

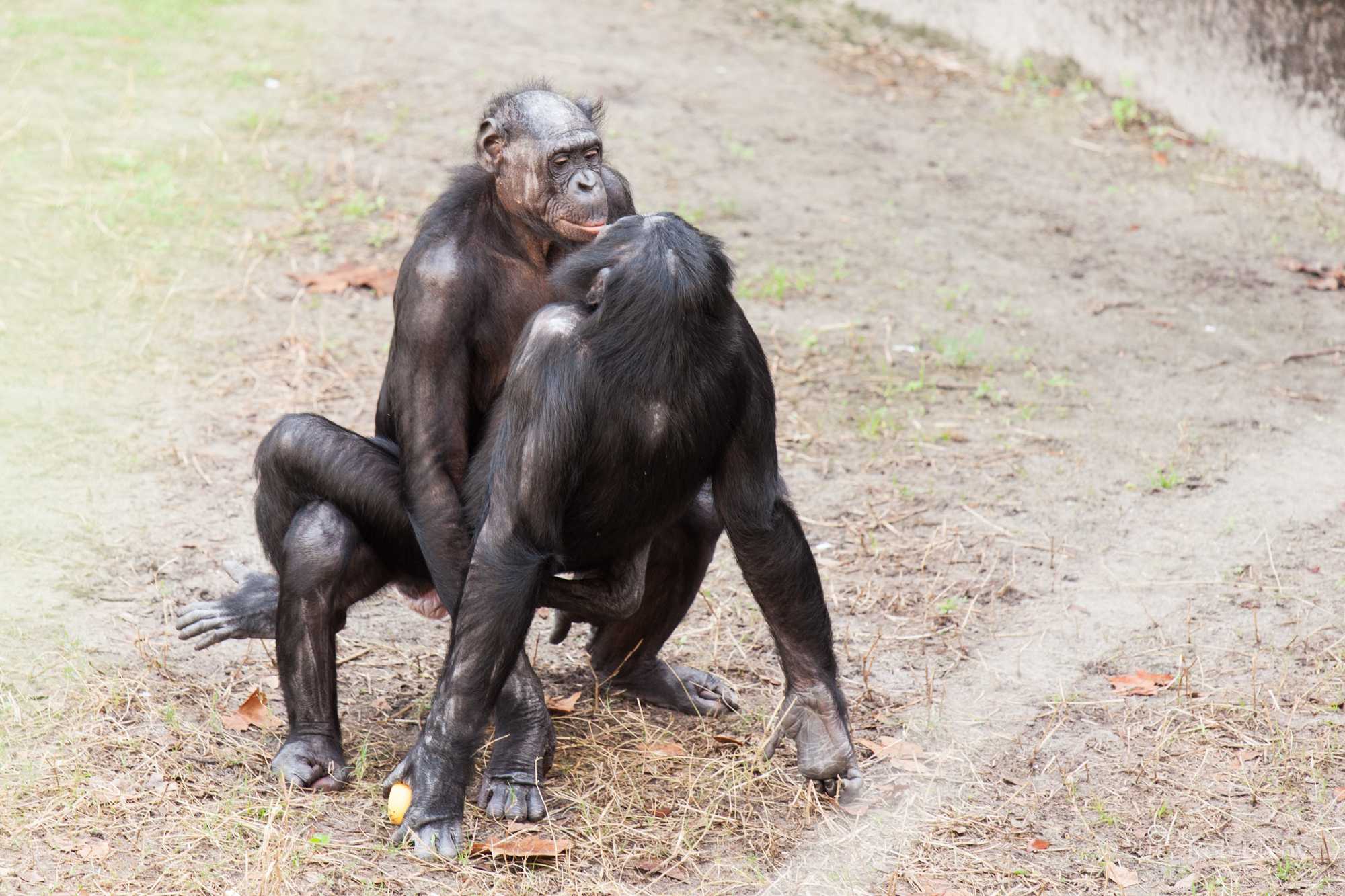
Accouplement de deux bonobos.

Il est courant qu'un membre du groupe pratique des actes sexuels dans le but de plaire à un autre membre ou pour réduire les tensions sociales. Par exemple, un individu subordonné peut utiliser des actes sexuels pour calmer un autre individu plus fort ou plus agressif. Mais si la fréquence des rapports est exceptionnelle dans le règne animal, et supérieure à celle de tous les primates, les accouplements sont rapides et furtifs, sans aucun geste préparatoire, et ne durent en moyenne qu'une quinzaine de secondes. Leur seul tabou sexuel serait l'inceste[réf. nécessaire], bien que les relations sexuelles incluent également les juvéniles.
À côté des pratiques sexuelles variées dont la sexualité orale, le baiser avec la langue ou les rapports homosexuels (le primatologue Frans de Waal préfère d'ailleurs parler de « pansexualité » et non pas d'homosexualité ou de bisexualité, pour insister sur le fait que la sexualité du bonobo est totalement ouverte à toutes les relations, et n'est pas orientée vers un seul sexe[réf. nécessaire] ; il a même découvert chez les bonobos une pratique, l'« escrime au pénis », qui peut être comparé à la pratique du frottement entre deux pénis chez les humains), le bonobo serait l'un des seuls mammifères à pratiquer, comme l'humain, le coït ventro-ventral (face à face), le contact visuel étant très important dans leurs relations sexuelles.

#### Conflictualité
Les bonobos sont réputés plus pacifiques que les chimpanzés mais la violence existe au sein de l'espèce. Elle s'exprime essentiellement par des coalitions de femelles contre les mâles agressifs.

#### Bouc émissaire
L'organisation sociale des bonobos en captivité présenterait une autre particularité : la paix du groupe serait maintenue par l'existence d'un bouc émissaire (ou pharmakos).
Lorsqu'un groupe de chercheurs[citation nécessaire] a retiré un bonobo blessé et frappé par les autres membres du groupe, une accentuation de la violence et une baisse de la sexualité ont pu être remarquées. A contrario, lorsque ce dernier fut réintégré au groupe, la paix du groupe fut réinstaurée.

#### Le phénomène de la consolation
Comme chez les autres grands anthropomorphes et chez les humains, le phénomène nommé « third party affiliation » — appelé aussi contact affectif (« affiliation contact »), offert à la victime d'une agression par un membre du groupe, autre que l'agresseur — a été constaté chez les bonobos.

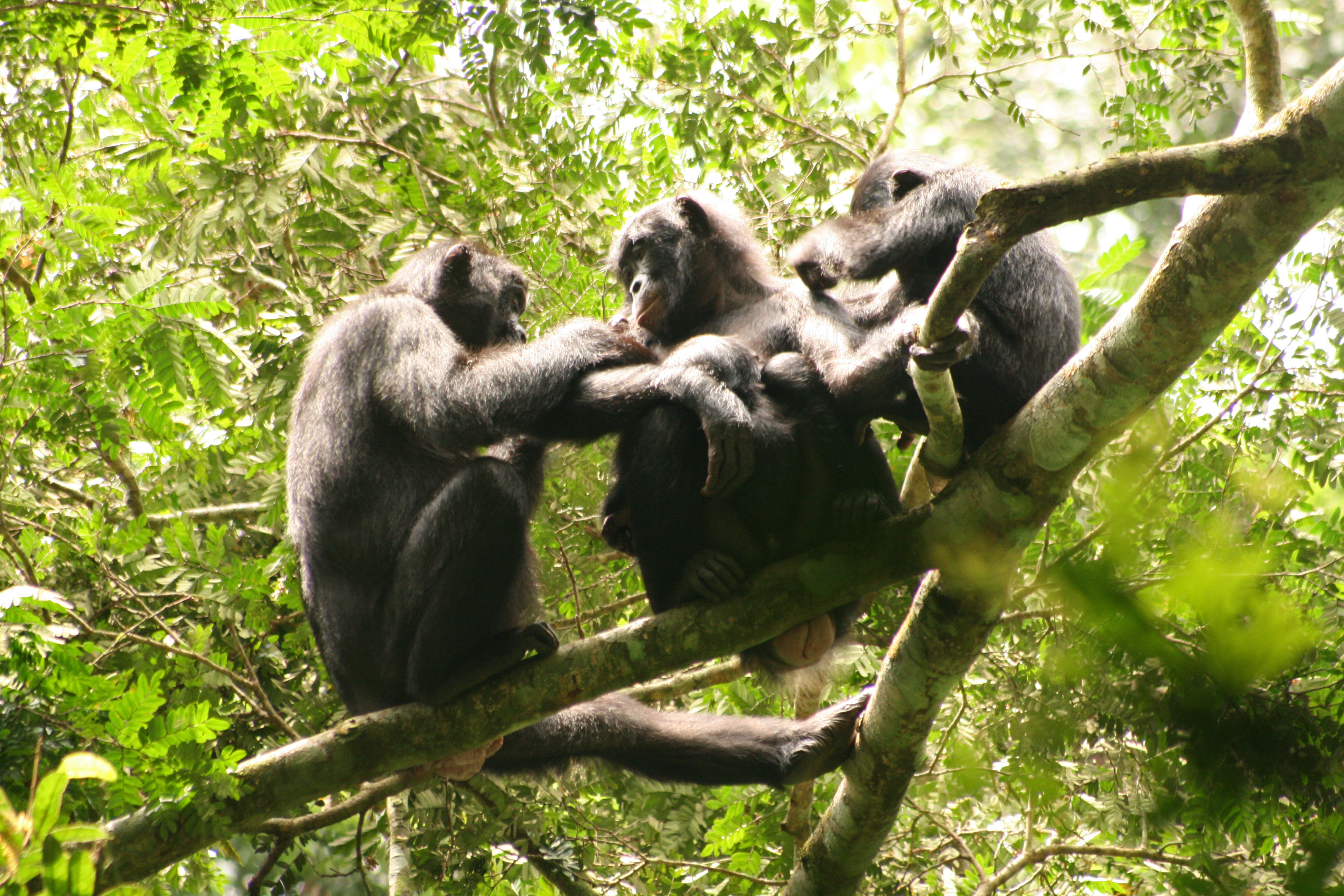
L'épouillage chez les primates renforce les liens sociaux.

En 2013, une étude montre que le contact affectif, soit spontanément offert par un membre du groupe à la victime, soit directement sollicité par la victime, peut réduire la probabilité d'une nouvelle agression par des membres du groupe sur la victime (ce fait appuie l'« hypothèse de protection de la victime » – « victim protection hypothesis »). Pourtant, seulement le contact affectif spontané réduit l'anxiété de la victime, suggérant que le contact non sollicité a une fonction consolatrice, par un geste spontané — qu'on peut interpréter comme de la protection — qui fonctionne en calmant le sujet en détresse. Les auteurs émettent l'hypothèse que la victime peut percevoir la motivation du consolateur, qui ne nécessite pas d’invitation pour offrir un contact affectif après le conflit, et ainsi rassure et apaise. En outre, le contact spontané — et non pas le contact sollicité — est apparemment influencé par le lien affectif préexistant entre le consolateur et la victime (ce qui appuie l'« hypothèse de consolation », « consolation hypothesis »). À ce propos, les auteurs ont observé que le contact spontané suivait la pente empathique décrite pour les humains, étant principalement offert aux parents, puis aux « amis » et, avec une fréquence plus basse, aux connaissances (la qualité de relation entre les individus a été déterminée en utilisant le taux de contacts entre les individus). Ainsi, la consolation chez le bonobo pourrait être un phénomène basé sur l’empathie.

### Intelligence et communication

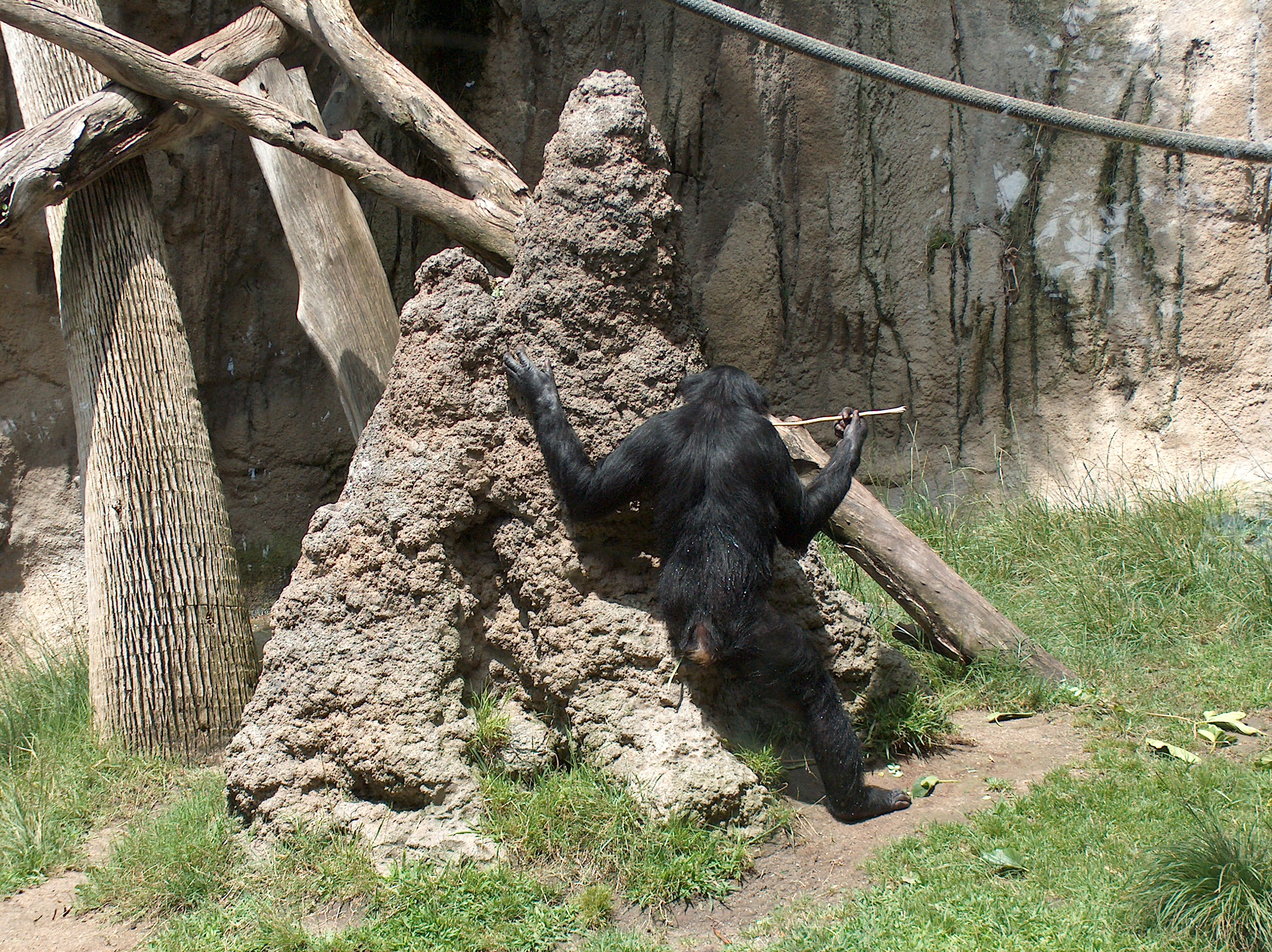
Bonobo utilisant une baguette de bois pour attraper des termites.

Le potentiel intellectuel des bonobos est important.
Dans l'Iowa, une psychologue américaine, dans le cadre d'une étude de la capacité des bonobos à comprendre le langage humain, a fait apprendre l'utilisation de 348 symboles d'un clavier à un bonobo mâle de 26 ans, nommé Kanzi, (des expériences similaires ont été faites avec le gorille Koko, l'orang-outan Chantek et le chimpanzé Washoe).
Il a appris à combiner ces symboles dans ce que les linguistes appellent une « proto-grammaire ». Les symboles se réfèrent aux objets familiers (le yaourt, la clé, le ventre, la boule, etc.), des activités favorites (la poursuite, les chatouilles, etc.) et même quelques concepts considérés assez abstraits (le présent, ce qui est mal…). La psychologue affirme qu'il comprend en plus jusqu'à 3 000 mots anglais parlés, qui ne font pas forcément partie du vocabulaire de son clavier. Elle ajoute qu'il peut s'exprimer vocalement et répondre convenablement aux commandes comme « mets le savon dans l'eau » ou « porte tel objet dehors » (en anglais).
Une étude rétrospective publiée en 2016 conclut que l'intelligence grammaticale de Kanzi a cependant été partiellement surestimée. Le linguiste Robert Truswell pense que le bonobo a plus de difficultés que l'humain dans le traitement complexe du nombre (syntagmes nominaux) au sein d'une structure grammaticale ; cependant Truswell considère que l'humain ne naît probablement pas avec la capacité d'interpréter ce type de structure grammaticale, il doit apprendre à l'utiliser.
En 2025, l'étude d'un groupe de bonobos dans leur milieu naturel montre qu'ils sont capables de compositionnalité non triviale. La compositionnalité est la combinaison d'éléments de communication au sein de structures significatives plus vastes. Elle est dite triviale quand deux éléments sont juste additionnés pour donner du sens, et non triviale quand le sens d'un élément modifie celui de l'autre. La compositionnalité triviale a été observée chez plusieurs espèces, mais la compositionnalité non triviale semblait propre aux humains. Le vaste ensemble de vocalisations des bonobos peut être classé en quatre types, dont trois sont non triviaux.

## Classification
Pan paniscus est une espèce de Panines (genre Pan), membres de la famille des Hominidés et de l'ordre des Primates.

### Histoire et étymologie

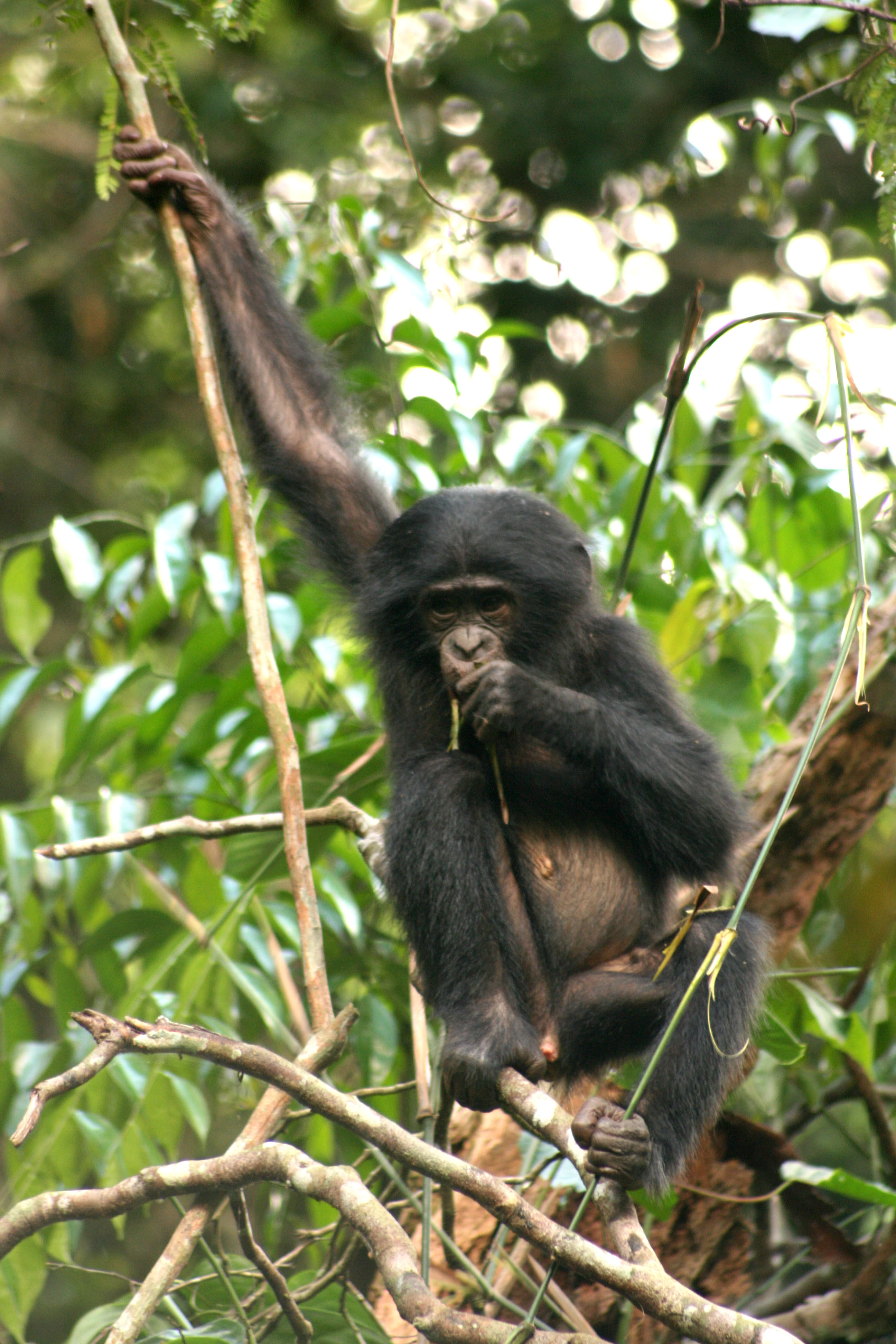
Ida, une jeune qui devra quitter son groupe à l'adolescence.

La première observation du bonobo est réalisée en 1928 sur un crâne de singe dans les réserves du Palais des Colonies (aujourd'hui le musée royal de l'Afrique centrale) à Tervuren, en Belgique. Celui-ci présente les mêmes caractéristiques qu'un chimpanzé excepté sa taille extrêmement petite. Sur la demande du conservateur, Henri Schouteden, l'anatomiste et zoologiste berlinois Ernst Schwarz analyse le crâne et en déduit qu'il s’agit simplement d'un chimpanzé jeune. Il publie son analyse d'une quarantaine de ligne (« Das Vorkommen des Schimpansen auf den linken Kongo-Ufer ») dans la Revue de zoologie et de botanique africaine du 1er avril 1929.
Dans le cadre de son tour d’Europe des musées abritant des collections de singes, le primatologue américain Harold Jefferson Coolidge (1904-1985) se rend en personne en Belgique afin de voir par lui-même ce crâne étrange. 
D'après lui, ce crâne ne saurait être une jeune chimpanzé parce qu'il est complètement formé. Il s'agit donc d'une nouvelle espèce. 
Il continue ses études dans les collections de différents musées, et obtient même la dissection complète d’un spécimen. À l’issue de ce travail minutieux, il publie en 1933 un article de cinquante-sept pages, dans lequel il préconise d'envisager le « chimpanzé pygmée » comme une espèce à part entière, Pan paniscus.
Le primatologue Robert Yerkes avait également prévu cette révision de la classification observant chez cet animal des comportements qu'il ne retrouvait pas chez le chimpanzé commun.
Étymologie
Le nom « bonobo » viendrait d'une erreur de lecture d'une caisse contenant un chimpanzé pygmée expédiée en Europe pour analyse. Celle-ci est étiquetée « Bolobo », du nom de la région du Congo d'où elle provient.

## Le bonobo et l'homme

### Proximité génétique

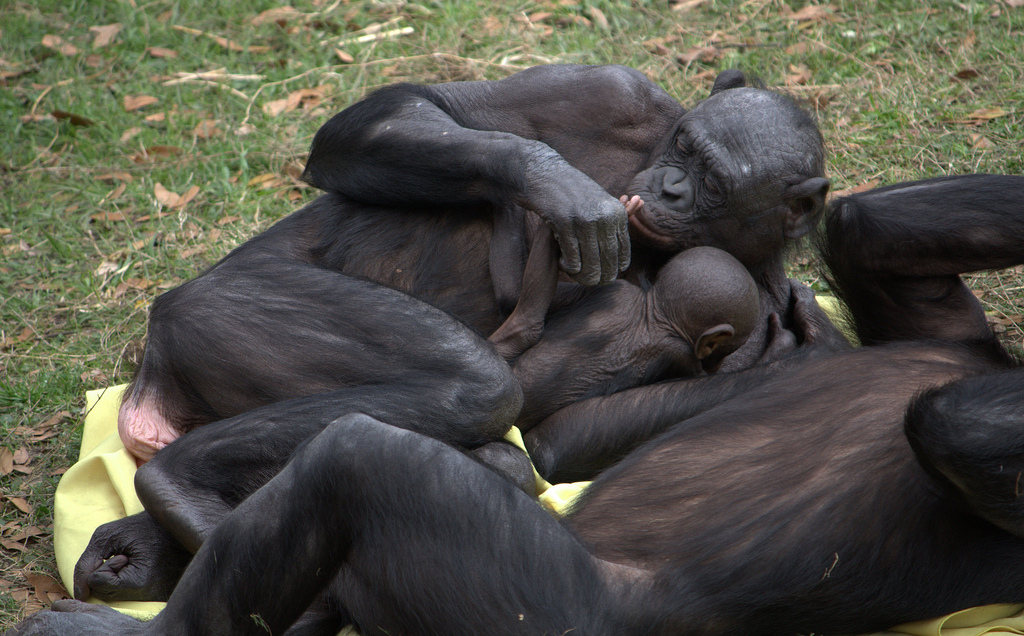
Le bonobo est génétiquement très proche de l'humain.

Les méthodes phylogénétiques ont permis d'établir que Pan paniscus et Pan troglodytes sont les primates les plus proches de l'Homme. Entre deux humains, les génotypes sont semblables à 99,9 %, tandis que la ressemblance entre l'humain et le bonobo serait de 98,7 %. Environ 5,1 % du génome humain est génétiquement proche du génome du bonobo et/ou du chimpanzé ; 2,52 % du génome humain est plus proche du génome du bonobo que celui du chimpanzé et 2,55 % du génome de l'Homme est génétiquement plus proche du génome du chimpanzé que du génome du bonobo. Selon des analyses qui se fondent sur une horloge moléculaire au taux de mutation de 10−9 mutation par année, l'Homme aurait divergé il y a 4,5 millions d'années, tandis que l'embranchement bonobo-chimpanzé remonterait à 1 million d'années. L'Homme est également plus proche des deux espèces de chimpanzés qu'il ne l'est d'autres primates, comme le gorille dont la divergence remonterait à environ 8 millions d'années (en remontant la même horloge moléculaire avec une vitesse régulière, linéaire).
En raison de cette ressemblance extrême, certains auteurs — minoritaires — proposent même de classer chimpanzés et bonobos dans le genre Homo (sous-genre Pan), qu'ils appellent ainsi Homo (Pan) troglodytes et Homo (Pan) paniscus, tandis que l'Homme moderne (Homo (Homo) sapiens) serait l'unique représentant actuel du sous-genre Homo (Homo).

### Différences génomiques Homme/Bonobo/Chimpanzé
Grâce à un nouveau séquençage plus complet du génome du bonobo, il est maintenant possible de comparer plus précisément le génome du bonobo à ceux des autres grands singes. En effet, la technique de long-read genome sequencing a permis de combler environ 99,5 % des 108 000 lacunes encore présentes dans les séquences du génome du bonobo. On trouve ainsi chez le bonobo 1 576 gènes codants appartenant à des familles agrandies par rapport à celles de l'homme, et 206 appartenant à des familles contractées.

#### Insertions d'éléments mobiles
Les génomes du bonobo et du chimpanzé comptent entre 15 et 25% d'insertions d'éléments mobiles en plus comparés à celui de l'Homme. Cependant, même si le nombre d'insertions spécifiques au bonobo est très proche de celui spécifique au chimpanzé, il a été découvert que le nombre d'insertions Alu chez le chimpanzé et le bonobo est deux fois important que dans le génome humain. En outre, le génome du bonobo comporte une réduction de la diversité des variants à un seul nucléotide en comparaison avec le génome du chimpanzé.

#### Duplications segmentaires
Un grand nombre de duplications segmentaires a pu être identifié et permet de révéler que la plupart de ces segmentations sont entrecoupées d'un excès de grandes duplications intrachromosomiques. Il est alors possible d'étudier l'expansion de familles de gènes. Par exemple, il a été démontré que la famille de gène EIF4A3 (eukaryotic translation initiation factor 4 subunit A3) s'était étendue dans les génomes du chimpanzé et du bonobo créant ainsi respectivement, 5 et 6 copies ( EIF4A3A à EIF4A3F). Les scientifiques estiment que la première expansion de cette famille de gène serait apparue il y a environ 2,9 millions d'années.

#### Variation structurale et interruption génétique
Les caryotypes du bonobo et de l'Homme diffèrent par 9 larges inversions et 110 évènements ont été identifiés comme éléments interrompant des gènes codants pour une protéine. Dix-sept inversions fixées différencient le chimpanzé du bonobo dont 11 sont spécifiques au génome du bonobo et 22 régions peuvent représenter des polymorphismes d'inversions chez le bonobo. Au total, 15 786 insertions et 7 082 délétions peuvent être identifiés comme spécifiques au bonobo. Toutes les variabilités génétiques n'entraînent pas forcément une perte totale d'un gène ou sa duplication. Le plus souvent les mutations sont silencieuses ou se situent sur des gènes qui peuvent "tolérer" des mutations ou des réplications. Par exemple, après diverses mutations dans le génome du bonobo, il a été identifié que les bonobos avait intégré dans leur code génétique une perte d'un gène associé à la kératine (KRTAP19-6) et donc à la production de poils. Cette perte n'affecte en rien leur capacité de reproduction et d'évolution mais permet de différencier la lignée ancestrale et commune au chimpanzé et au bonobo et la nouvelle branche associée aux bonobos.

### Concurrence écologique
L'espèce est aujourd'hui menacée de disparition à brève échéance, à cause du braconnage et de la disparition, dégradation et fragmentation de ses habitats naturel (déforestation). Depuis la guerre civile de 1996 au Congo, les bonobos sont victimes d'un braconnage accru de la part des populations locales (et parfois de militaires) qui consomment leur chair. Il s'agit de la principale menace pour l'espèce.
Il est légalement protégé, mais l'application de la loi est difficile dans son aire de répartition, où les efforts de conservation sont en outre entravés par la corruption, l'isolement et l'instabilité politique qui caractérise une partie du bassin du Congo.
La seule présence active et permanente sur le terrain est assurée par des ONG et des projets de recherche :
- dans le Parc national de la Salonga, des ONG, dont le WWF notamment, travaillent pour renforcer la capacité d'intervention de l'Institut congolais pour la conservation de la nature, avec l'aide de la Belgique ;
- ailleurs, des ONG ont recours à des approches participatives pour amener les autochtones à une utilisation durable des ressources naturelles pour une conservation à long terme.

### Mesures de protection
Le bonobo est sur la liste rouge de l'UICN des espèces menacées, son statut de conservation est au niveau « en danger » depuis 1996. Les populations sont en déclin. Il n'était que « vulnérable » en 1986.
Jusqu'en 2007, la seule aire protégée habitée par les bonobos était le parc national de la Salonga (33 346 km2).
Pour aider à sauver ce primate singulier et menacé, qui vit exclusivement dans les forêts pluviales de la République démocratique du Congo, le gouvernement congolais et l'« Initiative de conservation du Bonobo », basée aux États-Unis, ont créé un vaste sanctuaire. La réserve naturelle du Sankuru, avec ses 30 570 km2, abrite sans doute plusieurs milliers d'individus, sur une population estimée entre 5 000 et 50 000 (les chiffres sont imprécis, une décennie de guerre civile ayant empêché les chercheurs d'accéder à la zone).
Afin que cette réserve joue pleinement son rôle, les communautés locales se sont engagées à ne plus chasser les bonobos – c'est la principale menace qui pèse sur l'espèce – en échange d'une aide au développement.

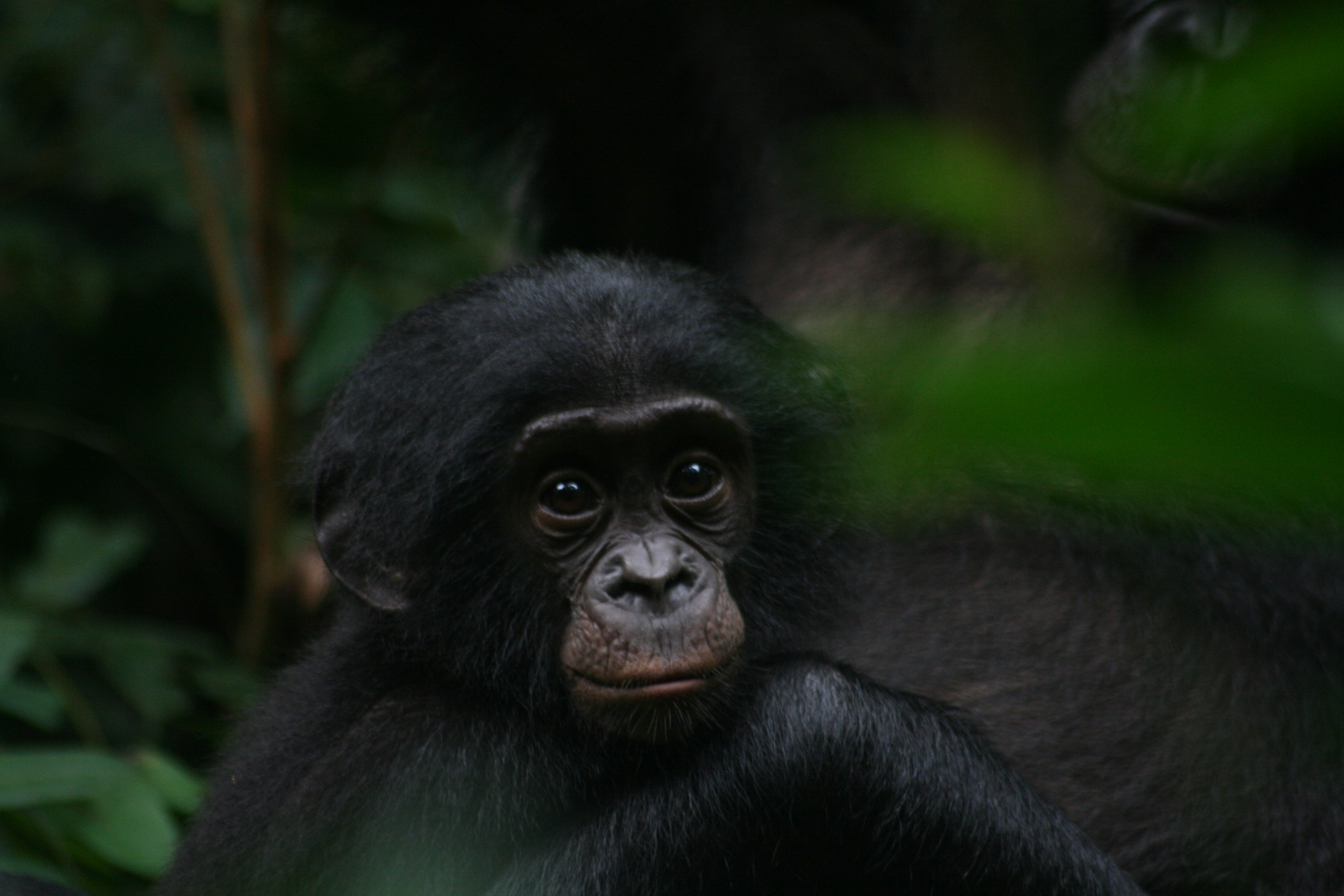
Ulrik et sa mère Uma.

Sankuru constitue le premier maillon d'un futur réseau de réserves baptisé « Forêt de la paix des bonobos ».

### Le bonobo dans la culture

#### «Mythe du bonobo»
Le primatologue allemand Gottfried Hohmann souhaite mettre en évidence, par un exemple, que le pacifisme n'est pas une conduite immuable à laquelle le bonobo se conforme sans faille. Le bonobo est, selon lui, un cousin de l'Homme seulement moins agressif que celui-ci, mais cette théorie reste à vérifier.
Takayoshi Kanō, de l'Institut de primatologie de Kyoto, commence à étudier les bonobos dans leur milieu en 1973. Dans son livre, The Last Ape (Le Dernier Grand Singe), il oppose le chimpanzé brutal et jaloux au bonobo pacifique et libertin. Selon lui, la société humaine serait née d'une liberté sexuelle comparable, et non de l'agression, comme le soutient Konrad Lorenz. De même, de Waal parle d'une espèce qui « fait l'amour, pas la guerre ».

#### Médias
- Le film documentaire Bonobos, sorti le 30 mars 2011 et réalisé par Alain Tixier, traite de la vie des bonobos dans un refuge unique au monde qui leur est consacré. Claudine André, spécialiste des bonobos, recueille Béni, un petit bonobo capturé par les Hommes, pour lui réapprendre la vie en communauté.
- Sur la chaîne de télé Gulli, le singe en images de synthèse présentant la météo, Toobo, est un bonobo.
- Dans la saga reboot La Planète des singes, commencé avec Les Origines puis L'Affrontement et Suprématie, le personnage de Koba est un bonobo ayant une forte rancune envers les Hommes au point de déclencher la guerre entre les Singes et les Hommes dans le second opus.